# Max von Wussow

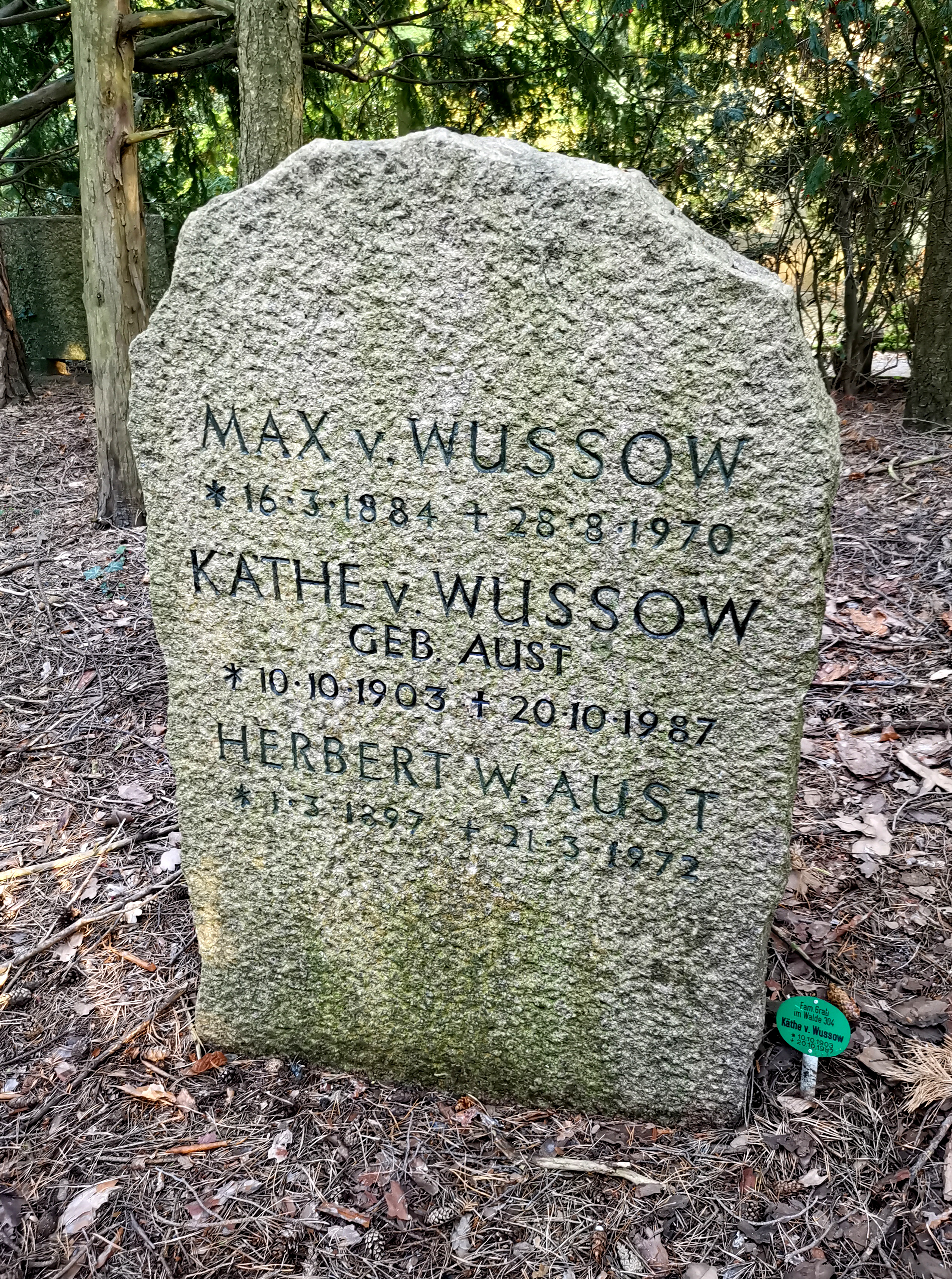
Grabstelle Max von Wussow auf dem Parkfriedhof Berlin-Lichterfelde

Max Wilhelm Erich Hans von Wussow (* 16. März 1884 in Koblenz; † 28. August 1970) war ein deutscher Offizier, Landrat und Wirtschaftsfunktionär.

## Leben und Tätigkeit
Max von Wussow entstammt der Adelsfamilie von Wussow. Er war der einzige Sohn des preußischen Oberstleutnant Robert Otto Max von Wussow (* 1852) und Henriette Helene Sophie Angelika, geb. Brügmann, (* 1852). Sein Onkel war Udo von Wussow.
Max von Wussow schlug nach dem Schulbesuch auf dem Gymnasium Carolinum Neustrelitz die Militärlaufbahn ein. 1902 trat er in Koblenz als Feldartillerist in das preußische Heer ein. Während des Ersten Weltkriegs wurde er als Generalstabsoffizier und Batterie- bzw. Bataillonsführer eingesetzt. 1916 war er als Leutnant im Feldartillerie-Regiment Nr. 23 (Koblenz) eingesetzt. Nach dem Krieg leitete er eineinhalb Jahre lang die Abwicklungsstelle des Generalgouvernements Warschau. Anschließend schied er als Major aus der Armee aus.
Er trat 1921 in die Organisation der Papierindustrie, Berlin, ein. Zwischen den beiden Weltkriegen war er ab 1. Juli 1922 Geschäftsführer des Vereins Deutscher Papierfabrikanten (VDP) sowie ab Anfang 1924 in Personalunion Geschäftsführer des Zentralausschusses der Papier-, Pappen- und Holzstoffindustrie. 1932 war er Mitgründer der Ausfuhrstelle der Papier und Pappen-Industrie. Zusätzlich wurde er ab Oktober 1934 Leiter (Reichsbeauftragter) der Prüfungsstelle Papierindustrie, welche als Vorprüfstelle der Fachgruppe Papiererzeugung fungierte und die Betreuung des Papierexportes zur Aufgabe hatte. Bereits im August 1934 war er unter der Leitung von Ewald Schoeller Hauptgeschäftsführer der neu gegründeten Wirtschaftsgruppe Papier-, Pappen-, Zellstoff- und Holzstoff-Erzeugnisse geworden.
Daneben war er auch Mitglied des Deutschen Herrenklubs.
1933 wurde von Wussow für seine Verdienste um die Förderung der Papiertechnischen Abteilung zum Ehrenbürger und Ehrensenator der Hochschule für angewandte Technik in Köthen ernannt. Im Sommer 1937 wurde er Geschäftsführer der Wirtschaftsgruppe Papierverarbeitung, Druck und Verlag. Ende 1938 schied er als Geschäftsführer der Fachgruppe Papiererzeugung aus und Walter Drechsel übernahm den Posten. Auch die Geschäftsführung im VDP gab er in diesem Jahr ab. Aufgrund von Meinungsverschiedenheiten mit einigen staatlichen Instanzen wurde er in den Ruhestand versetzt. Später wurde er in die Wehrmacht eingezogen und diente u. a. im Wehrmachtsführungsstab.
Direkt nach dem Zweiten Weltkrieg wurde er als Landrat des Kreises Kissingen tätig. Im Juli 1945 wurde er durch die Amerikanische Militärregierung eingesetzt und im November 1945 bestätigt. Anfang 1946 wurde er einstimmig durch den Kreistag Bad Kissingen gewählt. Im Zuge der Denkschrift Schwierigkeiten in der Zeitlage von Anton Pfeiffer Ende 1945 wird die Besetzung des landfremden von Wussow als Landrat durch die Amerikaner und seine Abschottung gegen die Übernahme von bayerischem Personal kritisiert. Er wurde wegen einer „Frauengeschichte“ Anfang 1946 angezeigt und ein Verfahren begann. Im November 1946 wurde erst seine Entlassung als Landrat verfügt, welche später in eine Suspendierung umgewandelt wurde. Er musste sich vor einer Spruchkammer verantworten. Nach Abschluss des Verfahrens im Juni 1947 war er wieder als Landrat eingesetzt. Es wurde auch festgestellt, dass von Wussow nicht in der NSDAP war. Im Oktober 1947 wurde er Mitglied der CSU und blieb bis Ende Mai 1948 Landrat.
Ab 1950 kehrte er wieder in die Papierindustrie zurück und wurde u. a. Geschäftsführer des Papiervereins Württemberg-Baden, der Fachausschüsse Holzfrei und Feinpapier sowie der Gütezeichengemeinschaft Feinpapier. Zum 30. Juni 1957 ging er in den Ruhestand und lebte anschließend in Berlin.

## Schriften (Auswahl)
- Die deutsche Papierindustrie in Zahlen und Bildern, Berlin 1927.
- Dem Verein der Zellstoff- und Papierchemiker und -Ingenieure zum 25jährigen Bestehen. In: Der Papier-Fabrikant, Berlin, 28, 1930.